# Zubawa (rejon orszański)
Zubawa (biał. Зубава; ros. Зубово; pol. hist. Zubowo) – agromiasteczko na Białorusi, w obwodzie witebskim, w rejonie orszańskim, w sielsowiecie Zubawa, którego władz jest siedzibą. 

## Historia
W XIX i w początkach XX w. położone było w Rosji, w guberni mohylewskiej, w powiecie horeckim, w gminie Lubinicze. Następnie w granicach Związku Sowieckiego. Od 1991 w niepodległej Białorusi.